# Max Goebel
Maximilian Goebel (auch Göbel; * 13. März 1811 in Solingen; † 13. Dezember 1857 in Koblenz) war ein deutscher reformierter Theologe und Geistlicher.

## Leben
Goebel verdankte seine frühe Ausbildung seiner Mutter. 1829 wurde er an der Universität Bonn immatrikuliert. Dort stand er insbesondere unter dem Einfluss von Karl Immanuel Nitzsch. Er erlangte den Grad eines Lic. theol. Ab 1840 wirkte er als Pfarrer an der Irrenheilanstalt Siegburg. Ab 1844 bis zu seinem Tod war er am Konsistorium in Koblenz tätig.
Goebel gab mit Wilhelm Ludwig Krafft die von seinem Lehrer Karl Imanuel Nitzsch und Karl Heinrich Sack begründete Bonner Monatsschrift für die evangelische Kirche Rheinlands und Westphalens weiter heraus. 1855 erhielt er von der Universität Göttingen die theologische Ehrendoktorwürde. Auf seine Aktenentdeckungen geht die Gründung des Archivs der Evangelischen Kirche im Rheinland zurück, das er ab 1854 als Konsistorialrat betreute, so dass er als erster Provinzialkirchenarchivar gilt.

## Werke (Auswahl)
- Die religiöse Eigenthümlichkeit der lutherischen und der reformirten Kirche, Marcus, Bonn 1837.
- Die evangelische Kirchenverfassungsfrage, Bädeker, Koblenz 1848.
- Geschichte des christlichen Lebens in der rheinisch-westphälischen evangelischen Kirche, 3 Bände, Bädeker, Koblenz 1849–1860.